# Jumo
JUMO este o companie germană care este lider mondial în domeniul aparatelor de masură și reglare pentru procese industriale.
Produsele firmei se aplică într-o gamă variată de domenii, precum industria energetică, industria chimică, industria alimentară, industria farmaceutică și altele.
Compania este prezentă și în România și investit 2 milioane euro într-un centru de producție situat în Zona Industrială Vest din Arad.
Hala de producție se întinde pe o suprafață de 2.800 de metri pătrați, iar în aceeași locație mai funcționează și un depozit.